# Konstantínos Ioánnou
Konstantínos Ioánnou (en grec moderne : Κωνσταντίνος Ιωάννου), né le 24 mars 1969, est un homme politique chypriote.

## Biographie
Il est ministre de la Santé dans le second gouvernement du président de la République Níkos Anastasiádis entre le 1er mars 2018 et le 22 juin 2021.